# Juan Antonio Devesa
Juan Antonio Devesa Alcaraz (Córdoba, 17 de enero de 1955) es un botánico y profesor universitario español.
Es licenciado en Ciencias Biológicas de la Universidad de Córdoba, en junio de 1977, con sobresaliente e igualmente la máxima calificación con su Tesis de Licenciatura sobre "Flora de la Comarca de los Pedroches (Córdoba)", que defendió en julio de 1977.

## Biografía
En 1977 es profesor ayudante de Producción Vegetal del Grupo de Investigación de Ecología Reproductiva de Plantas, de la Universidad de Sevilla; desarrollando actividades científicas en corología de plantas vasculares y conservación de los recursos fitogenéticos. Y ha colaborado por años con la publicación de Flora iberica. Allí inicia sus estudios de Tesis Doctoral en taxonomía vegetal, con la dirección del Prof. Dr. Salvador Talavera Lozano (1945-). En noviembre de 1979 defiende su esa Tesis de Doctorado, con "sobresaliente cum laude". Durante su período de formación doctoral obtiene además el Certificado de Aptitud Pedagógica por el I.C.E. de la Universidad de Sevilla y comienza sus investigaciones sobre la flora vascular de Andalucía.
En 1982 es nombrado Profesor Adjunto numerario en Sevilla, tras haber obtenido el número uno en el Concurso de oposición. En 1986 se incorpora a la Universidad de Extremadura como "catedrático de Botánica", por Concurso de oposición, cargo que desempeña hasta noviembre de 2004, en que obtiene una cátedra de botánica en la Universidad de Córdoba.

## Algunas publicaciones

### Libros
Autor único o coautor de más de 150 trabajos científicos, publicados en revistas nacionales o extranjeras, de más de 280 contribuciones o artículos en libros científicos, autor o coautor de diversos libros:
- 1983. Atlas Florae Europeae, vols. 6, 7, 8, 9, 10, 11, 12 y 13. 1983-2004
- 1987. Flora Vascular de Andalucía Occidental, 3 vols. Consejería de Medio Ambiente, Junta de Andalucía, Sevilla. ISBN obra completa: 978–84–92807–12–3.
- 1987. Atlas polínico de Andalucía Occidental
- 1990. Guía de árboles y arbustos de parques y jardines de Badajoz
- 1991. Las Gramíneas de Extremadura. Servicio de Publicaciones de la Universidad de Extremadura, Badajoz. 1991. 358 pp. ISBN 84-7723-094-3.
- 1991. Guía de los Briófitos de la Serranía de las Villuercas
- 1992. Anatomía foliar y palinología de las gramíneas extremeñas
- 1995. Vegetación y flora de Extremadura. Universitas Editorial, Badajoz. 773 pp. ISBN 84-88938-03-9.
- 1997. Libro de texto Botánica. Ed. McGraw-Hill-Interamericana, reimpreso en 2004 renovada y ampliada
- 2001. Viajes de un botánico sajón por la Península Ibérica. Heinrich Moritz Willkomm. Servicio de Publicaciones de la Universidad de Extremadura, Cáceres. 375 pp. 2001. ISBN 84-7723-451-5. En línea
- 2004. Especies vegetales protegidas en España: plantas vasculares
- j. a. Devesa, salvador Talavera. 1981. Revisión del género Carduus (Compositae) en la Península Ibérica e Islas Baleares. Ed. U. de Sevilla. 118 pp. ISBN 84-7405-207-6

## Honores
- Por su tesis doctoral : Premio Extraordinario de Doctorado del Curso 1979 a 1980

### Membresías
- de la Organization for the Phyto-taxonomic investigation of the Mediterranean Area
- de la Botanical Society of America
- del Comité Asesor de las revistas Lagascalia, Acta Botánica Malacitana y Anales del Jardín Botánico de Madrid (en su nueva edición, desde el 2004)
- 1982: del Committe for Mapping the Flora of Europa
- 1991 a 1993, Vocal en la Ponencia del Área III (Biología) de la Agencia Nacional de Evaluación y Prospectiva (A.N.E.P.)
- 1998, del Comité Asesor de Flora Ibérica
- 1999, del Consejo Asesor del Servicio de Publicaciones de la UEX
- Colaborador en el "Inventaire et cartographie automatique de la fauna et de la Flore des Pyrénées (I.C.A.F.F.)"
- del Comité Científico de la Flora Vascular de Andalucía Occidental, obra ya publicada
- Asesor técnico para la elaboración de la Memoria sobre flora y vegetación del parque natural de Cabañeros (Ciudad Real)
- Asesor y colaborador en el proyecto Flora Iberica del C.S.I.C.
- 2000 a 2002, Coordinador Nacional del Área de Biología de Organismos y Sistemasde la Agencia Nacional de Evaluación y Prospectiva (A.N.E.P., Ministerio de Ciencia y Tecnología)
- 2002 a 2005, Gestor del Plan Nacional de InvestigaciónI+D en elMinisterio de Ciencia y Tecnología (en la actualidad Ministerio de Educación y Ciencia)
- 2005, en la Universidad de Córdoba, del Consejo Rector de la Agencia Andaluza de Evaluación y de la Calidad Universitaria de la Junta de Andalucía, cargo que sigue desempeñando en la actualidad

- La abreviatura «Devesa» se emplea para indicar a Juan Antonio Devesa como autoridad en la descripción y clasificación científica de los vegetales.[3]